# Francesco Ricci Paracciani
 Francesco Ricci Paracciani (né le 8 juin 1830 à Rome et mort le 9 mars 1894 à Rome) est un cardinal italien du XIXe siècle. 

## Biographie
Francesco Ricci Paracciani exerce diverses fonctions au sein de la curie romaine, notamment comme préfet de la maison du pape et comme gouverneur du conclave. 
Le pape Léon XIII le crée cardinal in pectore lors du consistoire du 13 décembre 1880. Sa création est publiée le 27 mars 1882. Le cardinal Ricci est préfet de la fabrique de la basilique Saint-Pierre. Il est un de  pionniers du catholicisme  social en Italie.

## Sources
- Fiche  sur le site fiu.edu